# Heptanthura kensleyi
Heptanthura kensleyi là một loài chân đều trong họ Expanathuridae. Loài này được Poore & Lew Ton miêu tả khoa học năm 2002.